# Bahnhof Montreux-Vieux

Straßenseite des Empfangsgebäudes

Eisenbahner im Bahnhof Altmünsterol

Der Bahnhof Montreux-Vieux (Altmünsterol) liegt an der Bahnstrecke Paris–Mulhouse und war dort von 1871 bis 1914 der deutsche Grenzbahnhof zu Frankreich.

## Geografische Lage
Der Bahnhof Montreux-Vieux liegt am Streckenkilometer 456,8 im Département Haut-Rhin in der Region Grand Est. Der gegenüber liegende französische Grenzbahnhof war Petit-Croix. Montreux-Vieux selbst liegt schon im Westen der Vogesen und im traditionell französischsprachigen Gebiet. Das Deutsche Reich annektierte 1871 das Gebiet aus militärischen Gründen, weil es nur etwa 10 km von der Festung Belfort entfernt lag.

## Geschichte
Der Bahnhof ging 1858 in Betrieb. Nach dem Deutsch-Französischen Krieg und dem Frieden von Frankfurt annektierte das Deutsche Reich ein Gebiet, das zum Reichsland Elsaß-Lothringen zusammengefasst wurde. Gleichzeitig ließ es alle in diesem Gebiet verlaufenden Strecken der Chemins de fer de l’Est von Frankreich verstaatlichen und sich als Teil der Kriegsentschädigung abtreten. Daraus wurden die Reichseisenbahnen in Elsaß-Lothringen gegründet, zu denen nun auch der Bahnhof Montreux-Vieux gehörte. Der Ausbau des Bahnhofs zum Grenzbahnhof ging mit einem wirtschaftlichen Aufschwung der Gemeinde einher, in der sich Gewerbe und Industrie ansiedelten.
Bei Ausbruch des Ersten Weltkriegs gelang es der französischen Seite aufgrund der exponierten Lage von Montreux-Vieux, die Gemeinde und den Bahnhof schon am 6. August 1914 zu besetzen. Damit verlor der Bahnhof seine Funktion als Grenzbahnhof, einen erheblichen Teil seines Verkehrs und wurde zu einem normalen Durchgangsbahnhof. Noch während des Krieges schloss das französische Militär die von ihm betriebene normalspurige Bahnstrecke Montreux-Vieux–Lauw an, um die Versorgung seiner Truppen sicherzustellen.
Der Bahnhof gehörte nach dem Krieg zur Administration des chemins de fer d’Alsace et de Lorraine (AL) und ab 1938 zur SNCF. Dank seines großen Güterbahnhofs blieb ihm aber im Güterverkehr einige Bedeutung erhalten.
Im Zweiten Weltkrieg lag der Bahnhof in dem von Deutschland besetzten Bereich und gehörte zur Deutschen Reichsbahn. Im September 1944 erfolgte ein Luftangriff auf den Bahnhof durch die Alliierten und im folgenden November beschädigte die deutsche Wehrmacht während ihres Rückzugs die Anlagen erheblich. Aber auch nach dem Zweiten Weltkrieg war vor allem der Güterverkehr im Bahnhof noch bedeutend.

## Bauten
Als neuer Grenzbahnhof „Altmünsterol“ wurde die Anlage nach 1871 umfangreich ausgebaut. Über eine Länge von etwa einem Kilometer erstreckten sich die erforderlichen Bauten: Empfangsgebäude für den Personenverkehr, Güterabfertigung, zwei Drehscheiben, eine Reihe von Unterständen für Weichensteller, eine Entschlackungsanlage für Dampflokomotiven, Wasserturm, ein Rangierbahnhof, um Güterzüge zusammenzustellen, und Abstellgleise. Gegenüber dem Empfangsgebäude entstand ein Postamt.
Die Räume des Empfangsgebäudes gruppierten sich um eine große rechteckige Halle im Erdgeschoss. Die Gestaltung zeugte vom Bemühen um ein „Mindestprestige“, das die Behörden bei der Gestaltung eines Grenzbahnhofs zeigen zu müssen meinten. Sowohl zur Straßen- als auch zur Bahnsteigseite gab es ein Vordach zum Schutz der Reisenden. Der zweigeschossige Mittelteil enthielt im oberen Stockwerk zwei Wohnungen. Die Stockwerke sind durch profilierte Sandsteinbänder voneinander abgegrenzt. Flankiert wird der Mittelteil von einem Turm mit einem hohen Pyramidendach. Das Empfangsgebäude beeindruckte aber weniger durch sein Äußeres als durch die Innenausstattung. Da nach dem damaligen Abfertigungsverfahren alle Reisenden ihren Zug verlassen mussten, Grenz- und Zollkontrolle im Empfangsgebäude stattfanden und die Reisenden anschließend mit einem Zug der jeweils benachbarten Bahn weiterfuhren, war das ein sinnvolles Konzept. Besonders prächtig ausgestattet waren die Buffets des Bahnhofsrestaurants, besonders das für Reisende der (alten) 1. und 2. Wagenklasse protzte durch seine Ausstattung mit üppigen Möbeln im Stil der Belle Époque und mit Bronzeskulpturen. Außerdem gab es einen mächtigen „Kühlturm“, der im Winter mit Eis gefüllt wurde, ausgestattet mit Kanälen, die von Zugluft durchströmt waren, so dass sich das Eis bis in den Sommer hielt und am Buffet immer kalte Getränke serviert werden konnten. Er wurde 1985 abgebrochen.

## Verkehr
Endgültig ausgebaut wies der Bahnhof 32 Gleise auf, und fast 150 Eisenbahner arbeiteten hier.
Heute nutzt die SNCF das Empfangsgebäude nicht mehr, das an die Gemeinde Montreux-Vieux verkauft wurde. An den beiden verbliebenen Bahnsteigen, die 2014/15 renoviert wurden, halten Züge der Netze TER Grand Est und TER Bourgogne-Franche-Comté. Etwa 65.000 Reisende nutzten den Bahnhof in der Zeit vor COVID-19.